# Jean-Baptiste-Denis Després
Jean-Baptiste-Denis Després, né le 24 juin 1752 à Dijon et mort le 2 mars 1832 à Paris, est un journaliste, traducteur, librettiste et dramaturge français.

## Œuvres
- La Bonne Femme, ou le Phénix (vaudeville, parodie d'Alceste), 1776 (avec Pierre-Yves Barré (1749-1832) et Augustin de Piis (1755-1832))
- L'Opéra de province (parodie d'Armide en deux actes et en vers), 1777
- Le Roi Lu (parodie du Roi Lir ou Lear, en un acte et en vers), 1783
- Cécile et Ermancé (opéra-comique), 1792
- Nice (vaudeville en un acte, en prose, imitation de Stratonice), 1793
- Le Retour à Bruxelles (opéra-comique en un acte), 1796
- La Succession (opéra-comique en un acte), 1796 (avec Jacques-Marie Deschamps)
- Le Pari (divertissement en un acte, en prose et en vaudevilles), 1797 (avec Pierre-Yves Barré, Jacques-Marie Deschamps, François-Georges Desfontaines (1733-1825), et Jean-Baptiste Radet (1752-1830)
- Le Portrait de Fielding (comédie en un acte), 1798
- L'Allarmiste (vaudeville), 1799
- Le Gondolier, ou la Soirée vénitienne (opéra en un acte), 1800 (avec Louis-Philippe de Ségur (1753-1830))
- Saül (oratorio mis en action), 1803
- Le Poète satyrique (comédie en 1 acte, en vers), 1803
- Une soirée de deux prisonniers, ou Voltaire et Richelieu (comédie en un acte), 1803
- Le Pavillon du calife ou Almanzor et Zobéide (opéra), 1804
- Le Nouveau magasin des modernes (comédie en un acte, en prose), 1805
- La Prise de Jéricho (oratorio en trois parties), 1805
- Le laboureur chinois (opéra en un acte), 1814 (avec Jean-Marie Deschamps (1750?-1826), Étienne Morel de Chédeville (1751-1814) et Henri-Montan Berton (1767-1844))
- Mémoires sur Garrick et sur Macklin, 1822
- Mémoires sur Molière, et sur Mme Guérin, sa veuve (notes et commentaires), 1822
- Œuvres choisies de Dorat, 1827

## Traductions
- Le Moine, 1793
- Les Mystères d'Udolphe, 1794
- Camilla, ou la Peinture de la jeunesse de Fanny Burney (1752-1840), 1798
- Œuvres d'Horace, en collaboration avec Vincent Campenon, 1821
- Histoire d'Angleterre depuis l'invasion de Jules-César jusqu'à la révolution de 1688 de David Hume, 1825-1827
- Simple histoire, de Elizabeth Inchbald (1753-1821), 1826